# 161545 Ferrando
161545 Ferrando è un asteroide areosecante. Scoperto nel 2004, presenta un'orbita caratterizzata da un semiasse maggiore pari a 2,2913958 UA e da un'eccentricità di 0,1822010, inclinata di 22,94258° rispetto all'eclittica.
L'asteroide è dedicato all'astronomo spagnolo Rafael Ferrando.